# 罗索希区
罗索希区（俄语：Россошанский район）是俄罗斯联邦沃罗涅日州下辖的一个区，其行政中心为罗索希。据2016年统计，该区的人口为93245人。